# Love Me Do
«Love Me Do» es una canción de la banda de pop rock británica The Beatles, publicada como su primer sencillo el 5 de octubre de 1962 bajo el sello Parlophone, e incluida después en su álbum Please Please Me lanzado en marzo de 1963. Acreditada a Lennon-McCartney, la canción fue escrita principalmente por Paul McCartney varios años antes de que se llegara a grabar, incluso antes de que se formaran los Beatles. 
La canción alcanzó el número 17, su mejor puesto, en una de las cuatro principales listas británicas. En Estados Unidos llegó al número uno después de ser publicada en 1964, en plena beatlemanía. En octubre de 1982 se había vuelto a promocionar por su vigésimo aniversario, con lo cual alcanzó el número 4 en el Reino Unido e Irlanda.
«Love Me Do» presenta una destacada interpretación de John Lennon a la armónica y un dueto vocal entre él y Paul McCartney. Adscrita a los géneros del merseybeat y el rhythm and blues, se han llegado a grabar hasta tres versiones diferentes de la canción, cada una con un baterista diferente. 
La canción había entrado al dominio público en Europa en 2012, bajo una ley pendiente entonces aún de revisión para poder extender los derechos de autor por 20 años más.
El 2 de noviembre de 2023 se lanzó una versión ampliada de lujo como sencillo de lado A de doble cara, para el sencillo «Now and Then» lanzada del mismo año.

## Composición
«Love Me Do» fue escrita principalmente por Paul McCartney entre 1958 y 1959, durante un día de absentismo escolar a los 16 años de edad. John Lennon contribuyó con el middle eight (o «puente» musical). La canción se acreditó más tarde a Lennon-McCartney.
«Love Me Do» está basada en tres acordes simples, sol7 y do, antes de cambiar a re para el puente. La canción comienza con un fraseo seco de armónica en el género blues tocado por John Lennon, al cual se fue agregando simultáneamente las voces principales de Lennon y McCartney (George Harrison intervino en la armonía vocal); a pesar de que era Lennon el que tenía que cantar el solo del título de la canción, sería finalmente McCartney —a instancias del productor George Martin— quien se encargaría de interpretar esa parte, ya que Lennon tenía que utilizar la armónica cuando regresaban los instrumentos en el «do» de «love me doo».

## Grabación y publicación
«Love Me Do» fue grabada en varias ocasiones con tres bateristas diferentes:
- Los Beatles la grabaron primeramente el 6 de junio de 1962 con Pete Best a la batería, como parte de su audición en los EMI Studios de Londres.
- Para el 4 de septiembre, Best fue remplazado por Ringo Starr. El productor George Martin no había aprobado como buena la interpretación de Best a la batería, y ese mismo día los Beatles volvieron a grabar con Starr una nueva versión de la canción en los mismos estudios de EMI.
- Los Beatles regresaron al mismo estudio una semana después, el 11 de septiembre, para grabar «Love Me Do» con el baterista de sesión Andy White. George Martin no había quedado satisfecho con la interpretación de Starr a la batería, por lo que le relegó a que tocara para esta ocasión el pandero.

Sin embargo, el primer sencillo de los Beatles, publicado el 5 de octubre de 1962, incluía la versión de «Love Me Do» con Ringo Starr a la batería. Para la edición del primer álbum de la banda, Please Please Me, y el posterior EP The Beatles' Hits, se decidió incluir la que tenía a Andy White como batería.
La versión de «Love Me Do» con Ringo Starr a la batería llegó a aparecer, además de en el Reino Unido, en prensados hechos en 1963 en Canadá, Suecia, Alemania Occidental, Países Bajos y Nigeria, y en 1964 en India, Pakistán, Perú, Brasil y Noruega. En Alemania Occidental apareció tanto en su primer sencillo (como en Suecia y los Países Bajos) como en su propia edición del EP The Beatles' Hits. En Brasil se la incluyó en un EP propio, proveniente de un sencillo peruano. Y en Noruega apareció prensada localmente después del éxito que había tenido el primer sencillo de la banda como disco de importación. 
En 1982 se incluyó ambas versiones, la de Starr y la de White, en el formato de 12" de la reedición del primer sencillo de la banda en su vigésimo aniversario de publicación. Previamente, la versión de Ringo Starr había aparecido en el álbum recopilatorio estadounidense de Rarities y en The Beatles Box, ambos de 1980, y posteriormente en el Past Masters de 1988. La «estandarizada» de White se incluyó, además de en los estadounidenses Introducing... The Beatles (en su primera edición, 1964) y The Early Beatles (1965), en los recopilatorios de The Beatles/1962-1966 (1973), 20 Greatest Hits (1982) y 1 (2000). La grabación con Pete Best se quedó inédita hasta ser incluida en 1995 en la recopilación Anthology 1. Con el lanzamiento en 2023 como lado B de Now and Then, se volvió a usar la versión de sencillo británico, y reemplaza a la versión de Andy White en la reedición 2023 de 1962-1966.

## Recepción
El primer sencillo de los Beatles logró entrar en las listas musicales británicas, aunque sin haberse convertido en un éxito masivo en el país. Alcanzó en las listas londinenses el número 17 en el Record Retailer (durante una semana el 29 de diciembre de 1962, y durante otra el 12 de enero de 1963), el número 27 en la prestigiosa New Musical Express, el 32 en el Record Mirror, el 21 en el Melody Maker, y el 24 en el Disc. Sin embargo, se cumplió la expectativa, inmediatamente después de haberse publicado el sencillo, de que «Love Me Do» llegara al número uno en el Mersey Beat, la única lista local que había en Liverpool. La Industria Fonográfica Británica certificó la canción, reeditada el 5 de octubre de 1992, con el disco de plata el 30 de octubre de 2020.
En Estados Unidos no se publicó «Love Me Do» hasta 1964, cuando alcanzó el número 1 en el Billboard Hot 100 durante una semana el 30 de mayo de 1964. El sencillo se había editado en el sello Tollie, subsidiario de Vee-Jay Records. Previamente, el 25 de abril, la canción ya estaba trepando por el puesto 67 como sencillo importado de Canadá, en donde «Love Me Do» logró alcanzar el número 8 de la lista de CHUM el 23 de marzo de 1964. La canción llegó igualmente al número uno durante una semana en las listas estadounidenses de Cash Box y Record World. El 24 de julio de 2014, la Recording Industry Association of America certificó «Love Me Do» con el disco de platino.
En Australia, «Love Me Do» se publicó el 16 de enero de 1964 como un sencillo de doble lado A junto a la canción «I Saw Her Standing There», por lo que ambas canciones alcanzaron el número 1 durante siete semanas. En Nueva Zelanda, «Love Me Do» llegó igualmente al número 1 durante una semana de las cinco que estuvo en lista.
El 4 de octubre de 1982 se relanzó el sencillo por su vigésimo aniversario, en coincidencia con el recopilatorio 20 Greatest Hits. Esta vez, la canción llegó al número 4 tanto en el Reino Unido como en Irlanda.

## En directo
«Love Me Do» fue interpretada en vivo por los Beatles entre octubre de 1962 y junio de 1963. También se grabó en ocho ocasiones para los programas radiofónicos de la BBC Here We Go, The Talent Spot, Saturday Club, Pop Go The Beatles, Side By Side y Easy Beat. La versión grabada el 10 de julio de 1963 y transmitida en Pop Go the Beatles el 23 de julio de 1963 se incluyó en el álbum Live at the BBC, recopilatorio de los Beatles lanzado en 1994. Y las grabadas el 22 de enero, el 3 de septiembre y el 16 de octubre de 1963 se incluyeron en The Beatles Bootleg Recordings 1963 (2013). La banda había interpretado también la canción en el espectáculo Parade of the Pops, retransmitido por la BBC en directo el 20 de febrero de 1963.
En 1969, durante las sesiones de Get Back, los Beatles tocaron la canción de una forma más lenta y bluesera que en grabaciones anteriores. Esta versión de «Love Me Do» fue una de las muchas grabaciones realizadas durante estas sesiones, por lo que apareció posteriormente en algunas ediciones bootlegs. La canción no contó con la armónica de Lennon, y McCartney cantó la mayoría de la canción en el mismo estilo vocal que utilizó para «Lady Madonna».
Paul McCartney recuperó la canción en 2016 para su gira One on One Tour, cincuenta y tres años después de haberse tocado por última vez en un concierto de los Beatles. También la interpretó en su siguiente gira, Freshen Up Tour, que comenzó en 2018.

## Versiones de otros artistas
La banda virtual animada Alvin and the Chipmunks grabó en 1964 un álbum entero con canciones de los Beatles titulado The Chipmunks Sing the Beatles Hits, entre las cuales estaba su versión de «Love Me Do». Bobby Vee la incluyó como parte de un popurrí en su álbum 30 Big Hits of the 60's (1964).

## Formato y lista de canciones
| Sencillo 7" A1: «Love Me Do» – 2:22 B1: «P.S. I Love You» – 2:06 | Sencillo 7" en Australia y Nueva Zelanda A1: «Love Me Do» – 2:22 B1: «I Saw Her Standing There» – 2:50 |

## Posiciones y certificaciones
| Lista (1962-63)                    | Posición |
| ---------------------------------- | -------- |
| Reino Unido (UK Singles Chart)     | 17       |
| Lista (1964)                       | Posición |
| Australia (Kent Music Report)      | 1        |
| Canadá (CHUM Chart)                | 8        |
| Estados Unidos (Billboard Hot 100) | 1        |
| Nueva Zelanda (Lever Hit Parade)   | 1        |

| Lista (1982)                   | Posición |
| ------------------------------ | -------- |
| Bélgica (Ultratop 50 Flandes)  | 37       |
| Irlanda (IRMA)                 | 4        |
| Países Bajos (Single Top 100)  | 32       |
| Reino Unido (UK Singles Chart) | 4        |

| País                                                       | Certificación | Unidades certificadas |
| ---------------------------------------------------------- | ------------- | --------------------- |
| Estados Unidos (RIAA)                                      | Platino       | 1 000 000^            |
| Reino Unido (BPI)                                          | Plata         | 200 000^              |
| ^Ventas+streaming basado solo en la certificación obtenida |               |                       |

## Personal
En la versión grabada el 4 de septiembre de 1962 y publicada en el sencillo original británico:
- John Lennon: voz principal, armónica
- Paul McCartney: voz principal, bajo eléctrico
- George Harrison: guitarra acústica
- Ringo Starr: batería

En la versión grabada el 11 de septiembre de 1962 y publicada en el álbum Please Please Me:
- John Lennon: voz principal, armónica
- Paul McCartney: voz principal, bajo eléctrico
- George Harrison: guitarra acústica
- Andy White: batería
- Ringo Starr: pandereta
- Ron Richards: productor, en ausencia de George Martin

En la versión grabada el 6 de junio de 1962 y recuperada para Anthology 1 (1995):
- John Lennon: voz principal, armónica
- Paul McCartney: voz principal, bajo eléctrico
- George Harrison: guitarra acústica
- Pete Best: batería

## Historial de lanzamiento
| País           | Fecha                 | Formato     | Sello           | N.º de cat. | Ref.   |
| -------------- | --------------------- | ----------- | --------------- | ----------- | ------ |
| Reino Unido    | 5 de octubre de 1962  | Sencillo 7" | Parlophone      | 45-R 4949   | [ 34 ] |
| Canadá         | 18 de febrero de 1963 | Sencillo 7" | Capitol Records | 72076       | [ 35 ] |
| Australia      | 16 de enero de 1964   | Sencillo 7" | Parlophone      | A8105       | [ 36 ] |
| Nueva Zelanda  | 16 de enero de 1964   | Sencillo 7" | Parlophone      | NZP.3154    | [ 37 ] |
| Estados Unidos | 27 de abril de 1964   | Sencillo 7" | Tollie Records  | T-9008      | [ 38 ] |